# Wanasari (Wanayasa)
Wanasari is een bestuurslaag in het regentschap Purwakarta van de provincie West-Java, Indonesië. Wanasari telt 3281 inwoners (volkstelling 2010).